# SBF 120
O índice SBF 120 (Société des Bourses Françaises) é um índice da bolsa de Paris. O seu código ISIN é FR0003999481.

## Composição
Este índice divide-se em três grupos:
- CAC 40 : compreende as 40 maiores empresas.
- CAC Next 20: compreende as 20 maiores (excepto as que integram o CAC 40)
- CAC Mid 60: compreende as 60 maiores empresas cotadas que não estão em nenhum dos dois índices anteriores

O índice SBF 120 é actualmente composto pelas seguintes empresas
1. Accor
2. ADP
3. Air France - KLM
4. Air Liquide
5. Alcatel-Lucent
6. Alstom
7. Alten
8. Altran Technologies
9. April Group
10. Arcelor Mittal
11. Orano
12. Arkema
13. Atos Origin
14. Axa
15. Bic
16. Biomérieux
17. BNP Paribas
18. Bourbon
19. Bouygues
20. Bull
21. Bureau Veritas
22. Capgemini
23. Carrefour
24. Grupo Casino
25. CGGVeritas
26. Club Med
27. CNP Assurances
28. Crédit Agricole
29. Danone
30. Dassault Systèmes
31. Derichebourg (ex Penauille)
32. Dexia
33. Eads
34. EDF
35. EDF Energies Nouvelles
36. Eiffage
37. Eramet
38. Essilor International
39. Eurazeo
40. Eutelsat
41. Faiveley Transport
42. Fimalac
43. Covivio
44. Orange S.A.
45. GDF Suez
46. Gecina
47. Gemalto
48. Haulotte Group
49. Havas
50. Hermes International
51. Icade
52. Iliad
53. Imerys
54. International Metal Service
55. Ingenico
56. Ipsen
57. Ipsos
58. JCDecaux
59. Klepierre
60. Lafarge
61. Lagardère
62. Grupo Legrand
63. L'Oreal
64. LVMH
65. M6 Metropole Television
66. Maurel Et Prom
67. Medica
68. Mersen (ex-Carbone Lorraine)
69. Michelin
70. Natixis
71. Neopost
72. Nexans
73. Nexity
74. Nicox
75. NYSE Euronext
76. Orpea
77. Pages Jaunes
78. Pernod Ricard
79. Peugeot
80. Kering
81. Publicis
82. Remy Cointreau
83. Renault
84. Rexel
85. Rhodia
86. Rubis
87. Safran
88. Saint-Gobain
89. Sanofi
90. Schneider Electric
91. Scor SE
92. Seb
93. Sechilienne - SIDEC
94. Sequana
95. SES
96. Silic
97. Societe Generale
98. Sodexo (ex Sodexho Alliance)
99. Soitec
100. Stallergènes
101. Steria
102. ST Microelectronics
103. Suez Environnement
104. Technip
105. Teleperformance
106. TF1
107. Thales
108. Theolia
109. Thomson
110. TotalEnergies
111. Trigano
112. Ubisoft
113. Unibail-Rodamco (ex Unibail)
114. Valeo
115. Vallourec
116. Veolia Environnement
117. Vinci
118. Vivendi
119. Wendel
120. Zodiac

## ver também
- CAC 40